# Temple évangélique de Cinkota
Le Temple évangélique de Cinkota (cinkotai evangélikus templom) est une église luthérienne de Budapest, située dans le quartier de Cinkota. 